# 메타철학
메타철학(영어: metaphilosophy, philosophy of philosophy)은 철학의 본성에 대한 연구이다. 이 분야의 주제는 철학의 목적, 철학의 범위, 철학의 방법론을 포함한다. 메타철학은 철학과 분리된 주제로 인식되기도 하는 반면, 철학의 일부로 인식되기도 하고, 이러한 주제의 결합으로 인식하기도 한다. 메타철학에 대한 관심은 저널 《메터펄라서피》(Metaphilosophy)의 창간으로 이어졌다.

## 철학과의 관계
에딘버러 대학교의 철학 교수 티모시 윌리엄슨은 철학에 대한 철학이 철학의 모든 것을 다룸으로서 "자동적으로 철학의 한 분야"가 된다고 주장하였다.

## 주제
철학의 많은 하위 분야는 메타미학, 메타인식론, 메타윤리학, 메타존재론 등 자체적인 메타철학의 분과를 가지고 있으나, 메타철학에 속한 몇 개의 주제는 모든 하위 분과에서 중요한 기초를 숙고하기 위하여 철학의 다양한 하위 분과를 가로지른다.

### 목적
실존주의자, 실용주의자 등의 철학자는 철학이 극단적으로 우리는 누구인가, 우리는 세계와 어떻게 관련되어 있는가, 우리는 어떻게 해야 하는가를 보여줌으로써 우리가 의미있는 삶을 살도록 도와야 하는 실용적인 학문이라고 생각한다. 반면에 분석 철학자 등의 철학자는 철학을 "그 자체의 이익을 위한 지식의 객관적 추구"와 같은 목적을 가진 기술적이며, 형식적이고, 완전히 이론적인 분야라고 생각한다. 또 다른 철학자는 평범하고 과학적인 믿음의 본성과 중요성을 명확하게 하고, 과학과 철학에 의해 주워진 관점을 통합하고 초월하여 철학의 목적이 탐구하는 모든 것의 완전히 기초적인 원인을 찾는 것이라고 제안한다.

### 범위
철학의 정의와 그 범위를 정하는 것은 자체적인 문제를 야기한다. 나이젤 워버튼은 이를 "악명높은 난제"라고 말했다. 철학에는 명징한 정의나 범위가 존재하지 않는다. 버트런드 러셀은 그의 저서 《서양의 지혜》에서 "누군가 수학의 정의를 묻는다면 사전을 보여주며 '수학은 수의 과학으로...'와 같은 말을 해주면 되지만, 철학은 그럴 수 없다. 어떤 말로든 철학을 설명하고자 하면 그 말 자체에 이미 철학적 관점이 들어있기 때문이다. 철학이 무엇인지 알려면, 철학을 해 보는 수 밖에 없다."

### 방법론
철학적 방법 또는 철학적 방법론은 어떻게 철학 할지에 대한 학문이다. 철학자 사이에서의 공통된 견해는 철학은 철학자가 철학적 의문을 해결하기 위해서 따르는 방법에 따라 구별된다는 것이다. 철학자가 철학적 의문에 답하기 위하여 사용하는 방법은 한 가지가 아니다.
최근에 일부 철학자들은 철학적 질문에서 소크라테스부터 현대 언어 철학자까지 기본적 도구로서 사용된 직관에 대하여 의문을 던지고 있다. 《리싱킹 인투이션》(Rethinking Intuition)에서 다양한 사상가들은 지식에 대한 유효한 원천으로서의 직관을 폐기하고 아 프리오리한 철학에 대하여 의문을 제기한다. 실험 철학은 영속적인 철학적 질문을 해결하기 위하여 부분적으로 경험적 연구를 이용하는 철학적 연구의 한 분야이다. 이는 철학자는 자신의 직관에 호소하여 이러한 직관을 전제로 논증을 형성하는 분석 철학에서 성립된 방법론과는 대조적이다. 그러나 실험 철학에 대한 반대는 광범위하게 퍼져 있으며, 몇몇 철학자는 실험 철학을 비판하기도 한다. 일부 철학자는 실험 철학자에 의해 수집된 경험적 데이터는 철학적 직관을 야기하는 근본적인 심리적 과정에 대한 더 나은 이해를 가능하게 함으로써 간접적으로 영향을 미칠 수 있다고 주장한다.

## 같이 보기
- 메타인지
- 메타이론
- 형이상학